# Emanuel Maršík
Emanuel Maršík (24. prosince 1875 Spálené Poříčí – 5. března 1936 Tábor) byl český hudební skladatel.

## Život
Byl synem řídícího učitele ve Spáleném Poříčí. Základní hudební vzdělání získal od otce. Hrál na housle, na klavír a na varhany. Studoval na gymnáziu v Plzni a dále se vzdělával v hudbě u hudebního skladatele Hynka Pally. Gymnázium dokončil v Praze, kde byl žákem Antonína Dvořáka a Zdeňka Fibicha. Vystudoval práva na Karlově univerzitě a po povinné vojenské službě se stal vojenským auditorem ve Vídni. V roce 1901 působil u posádkového soudu v Budapešti. I tady dále studoval hudbu a absolvoval oddělení skladby na budapešťské hudební akademii.
V roce 1908 se vrátil na čas do Čech a do roku 1912 byl zaměstnán u posádky v Josefově. Vojenská služba ho zavedla znovu do Vídně, do chorvatského Osijeku, do Záhřebu a nakonec do Bratislavy. V Bratislavě se stal zástupcem župana, vládním radou, přednostu odboru kultury zemského úřadu a nakonec i předsedou presidia zemského úřadu. Výrazně se zasloužil o rozvoj hudebního života na Slovensku. Byl předsedou družstva Slovenského národního divadla, předsedou hudebního odboru Umělecké besedy, předsedou Komorního spolku i předsedou a čestným členem Kuratoria Hudobné a dramatické akademie pro Slovensko. Byl rovněž členem Slovenské filharmonie. V roce 1931 odešel do Tábora, kde o pět let později zemřel. I v posledních letech života se zabýval hudbou. Byl mimo jiné členem Filharmonického spolku Bolech.
Přestože hudba nebyla jeho hlavní zaměstnání, zanechal za sebou úctyhodné dílo. Dobová kritika vyzdvihovala melodičnost a vysokou technickou úroveň jeho skladeb. O opeře Černý leknín se pochvalně vyjádřil i Richard Strauss.

## Dílo

### Opery
- Černý leknín (libreto Karel Jonáš, 1920, provedena v Bratislavě 1921)
- Studentská láska (libreto Václav Štech, 1924, provedena v Bratislavě 1925)

### Orchestrální skladby
- Slavnostní polonéza, Mazurka (1904)
- Symfonie d-moll (1908)
- Utonulá (symfonická báseň, 1909)
- Nálady (1915)
- Scherzo capricioso (1929)
- Jarní rapsodie (1930)
- Gavotta (1934)
- Jihočeská suita (1934)

### Komorní hudba
- Z mých písní pro tamburašské okteto (1893)
- Koncertní mazurka pro smyčcový septet (1895)
- Klavírní kvartet „Na vlnách“ (1905)
- Vzpomínka, Večerní píseň pro violoncello a klavír (1906)
- Malý vačík pro klavír (1928)
- Píseň beze slov pro housle a klavír (1934)

Kromě toho zkomponoval na 300 písní a řadu sborů.